# Mir Akbar Ali Khan Siddiqi Asaf Jah III
Mir Akbar Ali Khan Siddiqi Asaf Jah III (Chowmahalla, 11 novembre 1768 – Hyderabad, 21 maggio 1829) fu nizam di Hyderabad dal 1803 al 1829.

## Biografia
Egli nacque a Chowmahalla, al palazzo di Khilwath, l'11 novembre 1768 figlio secondogenito del nizam Asaf Jah II e di Tahniat un-nisa Begum.
Egli ascese al trono alla morte del padre e fu durante il suo regno che venne di fatto creato il British Raj che ebbe influenza anche sull'Hyderabad, anche se è bene dire che Asaf Jah III non firmò mai alcun patto coi britannici e per questo molte delle sue relazioni commerciali vennero compremesse anche a scapito delle finanze statali.
Egli sposò in prime nozze Jahan Parwar Begum Sahiba (Haji Begum) figlia del Nawab Saif Ul Mulk (Maali Mian), figlio a sua volta di Moin un Daula Nawab Gulam Said Khan Bahadir Surab Jang. Il matrimonio avvenne nel maggio del 1800. Alla morte della prima moglie egli si risposò con Fazilath Unisa Begum (Chandni Begum).
Dai matrimoni nacquero 10 figli e nove figlie tra le quali si ricordano Mir Farqunda Ali khan Siddiqi (Naser Ud Daula), Mir Basheer Uddin Ali Khan (Sham Samul Mulk or Samsamad Daula), Mir Gawhar Ali Khan (Mubariz Ud Daula) e Zulfiqar Ul Mulk
Shazada Nawab Mir Tafazul Ali Khan Mir Badesha (Saif-ul-mulk), unico figlio maschio nel Nizam e di sua moglie Jahan Parwar Begum Sahiba (Haji Begum) fu primo ministro durante il regno del padre.